# Pentacene
Il pentacene è un composto organico con formula C22H14. Appartiene alla classe degli aceni ed è costituito da cinque anelli benzenici condensati in linea. In condizioni normali forma cristalli blu scuro molto sensibili all'ossidazione. Analogamente agli omologhi superiori esacene ed eptacene, il pentacene è insolubile in acqua e scarsamente solubile in solventi organici.

## Sintesi
Il pentacene fu sintetizzato per la prima volta nel 1912 da William Hobson Mills e Mildred May Gostling. Un metodo classico per la sintesi del pentacene è la reazione di Elbs:
Il pentacene si può ottenere anche da un opportuno precursore allontanando tramite riscaldamento a 150 ºC un piccolo componente volatile come il monossido di carbonio (vedi ultimo passaggio della figura seguente). Il chetone precursore può essere ottenuto in tre passaggi. Da α,α,α',α'-tetrabromo-o-xylene e 7-tert-butossibiciclo[2.2.1]epta-2,5-diene trattati con ioduro di sodio e dimetilformammide si forma il primo composto a cinque anelli. Il gruppo tert-butossi è quindi idrolizzato ad alcool, e successivamente ossidato a chetone. Il pentacene è solubile a caldo in benzeni clorurati come il 1,2,4-triclorobenzene, dal quale può essere ricristallizzato.

## Struttura

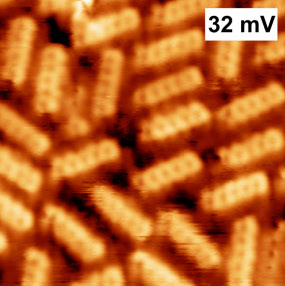
Molecole di pentacene su una superficie di nichel. Immagine ottenuta con un microscopio a forza atomica.

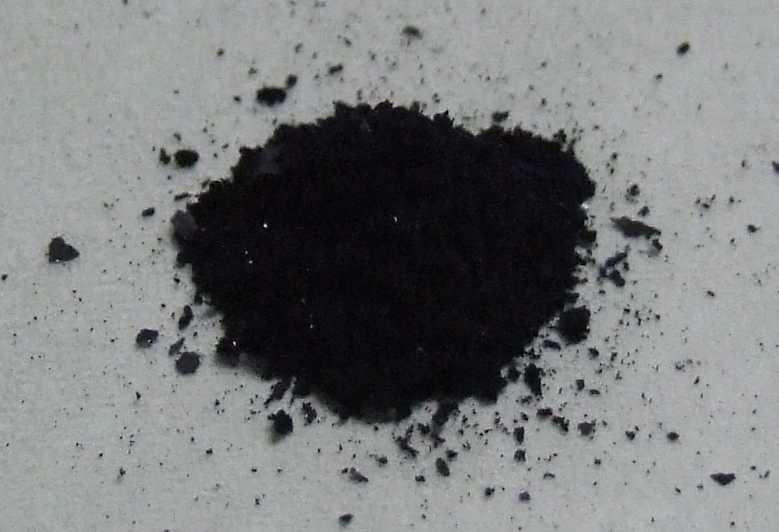
Campione di pentacene

Allo stato solido il composto cristallizza nel sistema triclino, gruppo spaziale P1, con costanti di reticolo a = 793 pm,  b = 614 pm, c = 1603 pm, α = 101,9°, β = 112,6°, γ = 85,8°, con due molecole per cella elementare. Nel cristallo le molecole di pentacene risultano perfettamente planari.
Nell'agosto 2009 un gruppo di ricercatori dell'IBM ha pubblicato l'immagine di una singola molecola di pentacene, ottenuta con un microscopio a forza atomica. Nel 2011 tramite un microscopio a effetto tunnel si è osservata la forma degli orbitali di frontiera HOMO e LUMO.

## Applicazioni
Il pentacene è usato come semiconduttore nell'elettronica organica ed è ad esempio utilizzato in transistor OTFT. A tale scopo viene evaporato termicamente o steso tramite spin coating. Il pentacene è quasi insolubile in molti comuni solventi, e quindi vengono in genere utilizzati derivati del pentacene con maggiore solubilità.

## Tossicità / Indicazioni di sicurezza
Il composto è disponibile in commercio. Non è classificato come pericoloso secondo il regolamento (CE) 1272/2008. Non risultano rischi di cancerogenicità.